# 錢守成
錢守成（？—？），字克賢，號继忠，河南河南衛人，官籍，明朝政治人物。

## 生平
萬曆十年（1582年）壬午科河南鄉試河南鄉試第二十三名，萬曆十一年（1583年）聯捷癸未科會試第二百六十四名，登二甲第二十四名進士。户部觀政，授南京工部营缮司主事，十七年升南京刑部廣東司郎中，十八年任常州府知府，二十二年丁忧归。二十五年起補太原府知府，本年七月升山西按察司副使，卒于官。

## 家族
曾祖錢聰，曾任百戶；祖父錢府，曾任百戶；父錢國珎，曾任百戶。母鄧氏。